# Nurjahan Begum
Nurjahan Begum (4 de juny de 1925 – Dhaka, 23 de maig de 2016) va ser una periodista bengalí. Begum va ser guardonada el 2011 amb el reconeixement Ekushey Padak, que atorga el govern de Bangladesh. Va ser editora del setmanari Begum, la primera revista de dones del subcontinent indi. La publicació va ser la primera del país en incloure fotografies i va obrir oportunitats per moltes escriptores musulmanes. Begum era filla de Mohammad Nasiruddin, periodista i fundador de les revistes Saogat i Begum.